# Derry Cairngorm
Derry Cairngorm är ett berg i Storbritannien.   Det ligger i kommunen Aberdeenshire och riksdelen Skottland, i den norra delen av landet, 700 km norr om huvudstaden London. Toppen på Derry Cairngorm är 1 155 meter över havet, eller 139 meter över den omgivande terrängen. Bredden vid basen är 1,6 km.
Terrängen runt Derry Cairngorm är huvudsakligen kuperad.Runt Derry Cairngorm är det mycket glesbefolkat, med 2 invånare per kvadratkilometer. Närmaste större samhälle är Aviemore, 19,3 km nordväst om Derry Cairngorm. Trakten runt Derry Cairngorm består i huvudsak av gräsmarker.